# 堀江政生のほりナビ!!
堀江政生のほりナビ!!（ほりえまさおのほりナビ!!）は、ABCラジオで2012年10月2日から2017年3月30日まで朝日放送ラジオ第2スタジオで放送されていた生ワイド番組シリーズ。1年を通じて毎週火曜日から金曜日までの夜間に編成されていたが、プロ野球シーズン（4月 - 9月）とプロ野球のオフシーズン（10月 - 翌年3月）で放送時間・形態が異なっていた。
プロ野球のオフシーズンは、2015年度まで、毎週火 - 金曜日の19:00 - 21:50に放送。プロ野球シーズン中には、2016年度まで、『ABCフレッシュアップベースボール』（プロ野球のナイトゲーム中継）終了後のフィラー番組扱いで、基本放送枠を毎週火 - 金曜日の21:00 - 21:50に設定していた。
このページでは、2016年度のオフシーズン（2016年9月27日 - 2017年3月30日）で毎週火 - 金曜日の18:00 - 21:00（いずれもJST）に放送していたシリーズ番組の堀江政生のほり×ナビ（ほりえまさおのほりなびクロス）も取り上げる。

## 概要
ABCラジオでは、2011年度のナイターオフ編成で、火 - 金曜日の19:00 - 21:00に自社制作の生ワイド番組『おっちゃんラジオ』を放送。ABCテレビ平日夕方のローカルニュース番組でメインキャスターを務めた堀江政生・小縣裕介（いずれ同局アナウンサー）・中原秀一郎（元アナウンサー）を、日替わりパーソナリティに起用した。
特に堀江は、木・金曜放送分の「堀江政生のフォルティシモでいこう!!」（以下「フォルティシモでいこう!!」と略記）において、2日連続で宇田満里子とともにパーソナリティを担当。趣味であるクラシック音楽のリクエストを受け付けたり、番組内で放送するラジオドラマの脚本を自ら執筆したりするなどの工夫を重ねてきた。その結果、『おっちゃんラジオ』終了後の2012年4 - 6月には、「フォルティシモでいこう!!」の後継番組として『堀江政生のほりほりラジオ』（以下『ほりほりラジオ』と略記）が毎週土曜日に放送された。
当番組では、「フォルティシモでいこう!!」『ほりほりラジオ』のスタンスを生かしつつ、堀江が全曜日のパーソナリティを務める。ディレクターはアナウンサー出身の成宮恒雄（朝日放送ラジオ制作部嘱託）で、キャッチフレーズは「今はどこに、明日はどこへ! 未来に導く羅針盤」。番組タイトルの「ナビ」にも、羅針盤（ナビゲーター）のニュアンスを込めている。
ちなみにエンディングでは、「フォルティシモでいこう!!」『ほりほりラジオ』からの慣習で、生放送のラジオ番組には珍しく堀江が当日担当のディレクター・ミキサー・構成作家の氏名を「～チーム」（～には折々の話題などが入る）として必ず紹介。自身と女性アシスタント（宇田などのタレントや堀江の後輩アナウンサーが日替わりで担当）の名前も紹介してから、「もうすぐ始まる明日が、あなたにとって幸せな1日になりますように」という言葉で番組を締めくくっている。また、放送時間に余裕のある場合には、番組内で楽曲を放送するたびに「今日の～曲目です。（アーティストまたはユニット名）の『（楽曲タイトル）』」と紹介している。

### ファーストシーズン（2012年度ナイターオフ編成）
2012年10月2日（火曜日）から2013年3月28日（木曜日）まで放送。堀江のアシスタントには、彼の娘世代に当たる女性タレント（宇田・北川智美）や、堀江の部下に当たる朝日放送の女性アナウンサー（八塚彩美・斎藤真美）を日替わりで起用していた。ちなみに宇田は、「フォルティシモでいこう!!」に続いて金曜日に出演。ABCラジオで放送されている当番組のスポットCMでは、堀江が「今学生の人も、昔学生だった人もぜひ聴いて下さい! 骨太やでぇ」と訴えていた。

#### 主な企画・コーナー
レギュラー放送枠での内容を基に記載。前身番組に続いて、他局（TBSラジオやニッポン放送など）制作の番組を一切内包しない。その一方で、ABCラジオを含む関西の民放ラジオ5局が展開するMonthly A Musicのうち、2012年10月から2013年3月までの推薦曲を当番組で放送している。

- 「夕刊ナビ」「雑誌ナビ」（19時台）
  - 放送日に発行された夕刊や、放送日の直近から発売中の雑誌に掲載の記事を、発行後の情報を交えながら紹介。ただし、取り上げる夕刊は、堀江が一時政治記者として出向していた「朝日新聞」に限らなかった。
  - 番組のオープニングでは、「夕刊ナビ」で扱う記事にちなんだテーマで、リスナーから川柳を募集。「夕刊ナビ」の後半では、リスナーから寄せられた川柳の一部を紹介したうえで、堀江・アシスタント・スタッフがあらかじめ作っていた川柳を披露している。
- 「いまナビ」（19時台後半～20時台前半）
  - 毎回1つのテーマについて、深く掘り下げながら紹介。取り上げる話題によっては、朝日新聞社の記者や、堀江と親交のあるジャーナリスト・専門家などをゲストに迎えた。
  - 木曜日の20時台前半には、「朝日中高生新聞」との共同企画としていじめ問題を扱う。放送週によっては、同紙の編集長が電話で出演することもあった。
- 「ちょいクラ」（金曜日、20時台後半）
  - タイトルの「クラ」は、堀江の趣味であるクラシック音楽を指す。AMラジオの生ワイド番組には珍しく、堀江の選曲やリスナーからのリクエストを基に、クラシックの1曲を堀江の解説を交えながら流す。『ほりほりラジオ』でも、「ほりほりクラシック」とのタイトルで放送していた。
- 「ほりナビ女子部」（20時台後半）
  - 日替わりアシスタントの取材・進行による日替わり企画。トレンド情報や新しい商品・サービスを紹介したり、ゲストをスタジオに迎えてのインタビューを放送したり、アシスタント自らが特技を披露したりするなど内容は多岐にわたっていた。
  - 2012年12月6日（木曜日）の当コーナーでは、ABCラジオ第1スタジオからの生放送で、八塚が「エリーゼのために」をピアノで演奏。同月の水曜日には、斎藤がカラオケを披露した。
- 日替わり企画（21時台前半）
  - 「フォルティシモでいこう!!」『ほりほりラジオ』で放送していた企画を、曜日ごとに分散。企画によっては、リスナーからの投稿を受け付ける。
    - 「ほりナビ川柳」（火・金曜日）
      - 毎回1つのテーマを設定したうえで、リスナーから川柳の投稿を受付。その一部を紹介した。「フォルティシモでいこう!!」『ほりほりラジオ』でも、「堀江五・七・五」というタイトルで実施していた。

    - 「青春ラブレター」（水曜日）
      - 昔に戻った気分で改めて綴ったラブレターをリスナーから募集。堀江がその一部を代読していた。「フォルティシモでいこう!!」でも金曜日に放送。

    - 「ほりナビ大喜利寄席」（木曜日）
      - 毎週1つのお題を提示したうえで、リスナーから投稿を募集。その一部を八塚が読み上げたうえで、堀江・八塚・スタッフの合議で週ごとにチャンピオンを決めていた。

    - 「ほりナビシアター」（金曜日）
      - 堀江と宇田によるラジオドラマで、「フォルティシモでいこう!!」でも金曜日に放送。ただし当番組では、関西地方を中心に活動する俳優の三谷昌登（劇団「6.89」主宰者）が、ドラマの台本を執筆したり堀江・宇田とともにドラマへ出演したりすることもあった。また、当コーナーからの派生企画として、radikoのPRを兼ねたミニドラマ「ほりナビradiko劇場」が曜日を問わず番組の随所で放送されていた。
- 「クイズ○○」（「○○」には当日のアシスタントの氏名が入る、21時台後半）
  - アシスタントにまつわる三者択一形式のリスナー向けクイズで、正解者から抽選で1名に現金1万円をプレゼント。放送週ごとに、全曜日共通の出題テーマを設定している。「フォルティシモでいこう!!」の金曜日でも、堀江をテーマに「クイズ堀江政生」を放送していた。

#### 出演者
◎：出演時点で朝日放送のアナウンサー
パーソナリティ
- 堀江政生◎

アシスタント
- 火曜日 北川智美（当番組がABCラジオにおける初レギュラー番組）
- 水曜日 斎藤真美◎（2012年入社、当番組がABCラジオにおける初レギュラー番組）
- 木曜日 八塚彩美◎
- 金曜日 宇田満里子

#### 放送日時
- 毎週火曜日 - 金曜日 19：00 - 21:50
  - 「ABC朝日ニュース」（20:00頃と21:00頃）・「ABC交通情報」（19:30頃）・「ABC天気予報」（21時台の「ABC朝日ニュース」の直後）を内包。21時台では、堀江・斎藤・八塚以外の同局アナウンサーが、シフト勤務の一環として「ABC朝日ニュース」と「ABC天気予報」をセットで担当する。

### セカンドシーズン（2013年度）

#### ナイターイン編成

##### レギュラー放送版
2013年度のプロ野球シーズン中（4月2日 - 9月27日）は、『上田剛彦のミュージック・バイキング』の後継番組として、火～金曜日の21時台で放送を継続。基本放送枠を21:00 - 21:50に設定したうえで、事実上堀江1人で生放送を進めていた。
『ABCフレッシュアップベースボール』としてプロ野球公式戦のナイトゲームを中継する日には、原則として中継終了後に、1分間のスポットCMをはさんで放送を開始。ただし、中継のカードや終了時間によって、対応を以下のように変えていた。
- 阪神タイガース（阪神）およびオリックス・バファローズ（オリックス）のナイトゲームや、夜間に開催されるオールスターゲーム・クライマックスシリーズ・日本シリーズの試合を中継する日には、試合終了まで中継。このため、試合の進み具合によっては、当番組に放送時間短縮・放送休止の措置を講じる。おおむね21:40までに試合が終了すれば、5分刻みで短縮放送。中継が21:40以降も続く場合には、当番組を休止する。
- 中継カードが以上の試合に該当しない場合（阪神・オリックスのナイトゲームが中止になった場合の予備カード昇格分など）には、試合の進み具合にかかわらず20:55で中継を終了するため、21:00から50分間放送する。

なお、当番組を放送できる場合には、堀江が番組内の「ABCニュース」（2013年4月1日放送分から『ABC朝日ニュース』を改称）・「ABC天気予報」も担当。放送できない場合には、中継終了後に、「ABCニュース」「ABC天気予報」を5分間の単独番組として編成していた。
『ABCフレッシュアップベースボール』で阪神戦を中継していた場合には、同番組のスタジオ担当（火・水曜日：中倉真梨子、木・金曜日：上原伊代）が当番組のオープニングにも引き続き登場。堀江とのトークを通じて中継内容を簡単に振り返った後に、ジングルをはさんで、堀江が「ABCニュース」「ABC天気予報」を担当する。放送時間に余裕がある場合には、ナイターオフ編成版と同様に「夕刊ナビ」や楽曲などを放送していた。
2013年9月3日（火曜日）から6日（金曜日）までは、堀江が夏季休暇のため当番組を休演。そのうち、放送があった3日・5日には、八塚がパーソナリティ代理を務めた。この期間には、『ABCフレッシュアップベースボール』のスタジオ担当が登場せず、番組内の「ABCニュース」「ABC天気予報」をパーソナリティとは別のアナウンサーが担当していた。

##### 拡大版（『ABCフレッシュアップベースボール』スタジオバージョン）
最初からプロ野球ナイトゲームの開催予定がない平日（予備日など）には、朝日放送本社のラジオ第3スタジオから当番組の拡大版を17:55 - 21:50に放送することがあった。
この場合には、21:00まで『ABCフレッシュアップベースボール』のスタジオバージョンとして扱われる（新聞番組表では「フレッシュアップベースボール　堀江政生」と表記、またABCラジオの番組表では「（<予備日の>上記カードが発生しない場合は、スタジオから堀江政生がお送りします」との件があった。これは2014年度以後も同文）ため、ファーストシーズンの日替わりアシスタント（前述）と朝日放送の野球解説者が交互に出演。ファーストシーズンでのレギュラーコーナーの一部を復活させるほか、「スポーツナビ」（タイガースを中心としたプロ野球情報コーナー）を19時台後半、「記者・堀江政生」（報道記者としての経験も長い堀江が解説者の素顔に迫るコーナー）や「ダジャレ甲子園」（ダジャレの得意な中田良弘が出演する場合に実施するリスナー投稿企画）を20時台に組み込んでいた。
「堀江政生のほりナビ!!パート2」と題した21時台（本来の基本放送枠）には、堀江とアシスタントが引き続き出演したうえで、「ほりなびシアター」を放送していた。ただし、21時台の「ABCニュース」・「ABC天気予報」は、堀江およびアシスタントとは別のアナウンサーが担当。また、「ほりなびシアター」では、宇田以外のアシスタントも声の演技を披露した。
拡大版放送履歴
ナイターシーズン中の拡大放送の初回はプロ野球セ・パ交流戦の予備日に当たる5月16日（木曜日）で、ファーストシーズンの同曜日で堀江のアシスタントを務めた八塚が出演したほか、朝日放送野球解説者の真弓明信をゲストに迎えた。以後も、交流戦期間中の火-金曜で元から試合予定が組まれていない場合には、TBSラジオ（火曜-木曜）・ニッポン放送（金曜）からの予備番組の同時ネットではなく拡大版を放送している。
7月9日（火曜日）・10日（水曜日）には、『ABCフレッシュアップベースボール』で沖縄セルラースタジアム那覇から中継した阪神タイガース対中日ドラゴンズ2連戦（阪神が球団史上初めて沖縄県内で開催した公式戦のカード）の試合開始時間が19:00に設定されていた関係で、17:55 - 18:50に当番組のスペシャルバージョンを放送した（編成上は中継の前座番組扱いで番組表には未表記）。なお、スペシャルバージョンとは別にレギュラー放送枠も設定していたが、両日とも中継が22:00を越えたため休止。結果として、スペシャルバージョンが事実上の代替枠になった。
- 「拡大版」の放送日・出演者
（7月の2回以外はいずれも1755 - 21:50放送。21:00までは編成上『ABCフレッシュアップベースボール』ナイトゲーム中継の予備番組扱い[6]）

| 放送日            | 放送理由                                                                        | アシスタント | ゲスト       |
| ----------------- | ------------------------------------------------------------------------------- | ------------ | ------------ |
| 5月16日（木曜日） | 全チーム移動・休養日のため （セ・パ交流戦予備日に試合が組まれなかった）         | 八塚彩美     | 真弓明信     |
| 5月21日（火曜日） | 全チーム移動・休養日のため （セ・パ交流戦予備日に試合が組まれなかった）         | 八塚彩美     | 濱中治       |
| 5月24日（金曜日） | 全チーム移動・休養日のため （セ・パ交流戦予備日に試合が組まれなかった）         | 宇田満里子   | 中田良弘     |
| 5月31日（木曜日） | 全チーム移動・休養日のため （セ・パ交流戦予備日に試合が組まれなかった）         | 八塚彩美     | 中田良弘     |
| 6月4日（火曜日）  | 全チーム移動・休養日のため （セ・パ交流戦予備日に試合が組まれなかった）         | 八塚彩美     | 濱中治       |
| 6月7日（金曜日）  | 全チーム移動・休養日のため （セ・パ交流戦予備日に試合が組まれなかった）         | 宇田満里子   | 中田良弘     |
| 6月19日（水曜日） | セ・パ交流戦の全日程が終了したため （同大会の共通予備日に試合が組まれなかった） | 斎藤真美     | 濱中治       |
| 6月20日（木曜日） | セ・パ交流戦の全日程が終了したため （同大会の共通予備日に試合が組まれなかった） | 八塚彩美     | 中田良弘     |
| 7月9日（火曜日）  | 阪神対中日戦が19:00開始のため ※17:55 - 18:50                                    | 上原伊代     | （矢野燿大） |
| 7月10日（水曜日） | 阪神対中日戦が19:00開始のため ※17:55 - 18:50                                    | 中倉真梨子   | （下柳剛）   |
| 7月23日（火曜日） | オールスターゲーム予備日のため                                                  | 宇田満里子   | 中田良弘     |
| 9月20日（金曜日） | 全チーム移動・休養日のため                                                      | 宇田満里子   | 中田良弘     |

※本来は6月18日（火曜日）にも4時間版（アシスタント未定）を放送する予定だったが、セ・パ交流戦でまだ消化していなかった「広島対日本ハム戦」（当初5月28日開催予定だった試合の延期分。これが2013年度の交流戦最終試合となった）が行われたため、この日の4時間版の放送は行われなかった。
「スペシャルウィーク」期間中で交流戦の予備日に当たる6月11日には、当番組の拡大版ではなく『赤星と次郎のオーライオーライ』を放送。
同じく予備日の6月14日にも『矢野輝弘のどーんと来い!!』の放送を予定していたが、前日雨天中止分の千葉ロッテマリーンズ対横浜DeNAベイスターズ 戦が組み込まれたため、同番組をニッポン放送制作の同カード中継に差し替えた（ただし試合開始が18:15であるため、試合の前座として15分程度の短縮放送で矢野によるトークは行われた）。

#### ナイターオフ編成
2012年10月1日（火曜日）から2014年3月27日（木曜日）まで放送。ファーストシーズンのアシスタントのうち、火曜日については、北川に代わって金曜日から宇田が異動する。金曜日のアシスタントには、2013年に朝日放送へ入社した新人アナウンサー・大野聡美を、宇田の後任として起用。新人研修の責任者だった堀江の下で、入社後初めてラジオ番組のレギュラーを務める。なお水曜日には、セカンドシーズンのナイターイン編成拡大版に続いて、中田と濱中も週替わりで出演。また、番組初の試みとして、「夜のおとも　スッキリ」（通称「夜スキ」）という名のグッズ（ポケットティッシュ）を製作・提供することになった。

##### 主な企画・コーナー
ファーストシーズンからアシスタントの一部を入れ替えた関係で、日替わり企画の放送日・内容を一部変更した。
- 「夕刊ナビ」（19時台前半、前述）
- 「雑誌ナビ」（火曜日のみ・19時台後半、前述）
- 「ほりナビ女子部」（20時台前半、前述）
  - 2014年2月第1週（4日 - 7日）の当コーナーでは、全曜日の共通企画として「アシスタント対抗酢鶏対決」を実施。各曜日のアシスタントが放送中に酢鶏を調理したうえで、曜日ごとに堀江・コメンテーター・スタッフ（合計5名）が、1名当たり10点満点で料理の腕前を採点した。なお、当企画と連動したリスナー参加企画として、4連勝単式（4連単）による順位予想も実施。採点の結果、1位：八塚、2位：宇田、3位：大野、4位：斎藤になった。
- 「いまナビ」（20時台後半）
  - セカンドシーズンの水曜日には、この時間から中田か濱中をスタジオに迎えたうえで、プロ野球を中心にスポーツの話題を扱う。中田も濱中も出演しない週には、堀江・斎藤と放送中に電話で話したいリスナーをオープニングから募集した後に、当コーナーで電話をつなぐことがあった。
- 「週刊城島充」（金曜日のみ・19:50頃）
  - セカンドシーズンから新設。ファーストシーズンにゲストで数回出演していた城島充（大阪を拠点に活動する産経新聞出身のスポーツライター・ノンフィクション作家）をスタジオに迎えたうえで、放送週のスポーツの話題について深く論じていた。
- 「ちょいクラ」（金曜日のみ・21時前、前述）
- 日替わり企画（21時台前半）
  - 「ほりナビシアター」（火曜日）
    - ファーストシーズンと同じ趣旨だが、宇田が金曜日から火曜日へ異動した関係で放送日を変更。ストーリーの内容によっては、放送時間が30分を超えた。2014年2月11日から3月4日までの4週間は、当企画で初めて複数の週にまたがる作品「ヒカルとテルオ」を放送している。

  - 「ほりナビ大喜利寄席」（水曜日）
    - ファーストシーズンと同じ趣旨だが、放送日を変更。また、放送で紹介したネタを投稿したリスナーには、（アシスタントである斎藤の名前にちなんで）「まみまみ」と称する番組グッズを進呈するようになった。なお、コメンテーターの中田・濱中は、当コーナーまで出演。水曜日への異動後は、斎藤に関する投稿ネタが、ほぼ毎回紹介されていた。

  - 「お悩み保健室」（木曜日）
    - セカンドシーズンから新設。女性医師に扮した八塚を中心に、パーソナリティの堀江、コメンテーターの谷口真由美がリスナーから寄せられた悩みの相談に答える。なお、谷口は当コーナーまで出演。セカンドシーズンでの最終放送（2014年3月27日）では、20時台の「いまナビ」との2部構成に拡大した。

  - 「ほりナビ川柳」（金曜日）
    - ファーストシーズンと同じ趣旨だが、放送日を変更。放送で紹介した川柳を投稿したリスナーには、（アシスタントである大野の名前にちなんで）「さとちん」と称する番組グッズを進呈した。ちなみに、後半には「ピンクゾーン」と称して、いわゆる「下ネタ」を交えた川柳をまとめて紹介していた。
- 「クイズ○○」（21時台後半、前述）
  - 当コーナーの直後には、放送日のアシスタントの声で事前に収録した『新世紀エヴァンゲリオン』（テレビアニメ版）風の次回予告を流してから、エンディングにつないでいた。この趣向は、サードシーズンのナイターオフ版にも引き継がれている。

##### 出演者
◎：出演時点で朝日放送のアナウンサー
パーソナリティ
- 堀江政生◎

アシスタント
- 火曜日 宇田満里子（愛称「うだまり」）
- 水曜日 斎藤真美◎（愛称「まみまみ」）
- 木曜日 八塚彩美◎（愛称「あやみん」）
- 金曜日 大野聡美◎（2013年入社、当番組がABCラジオにおける初レギュラー番組、愛称「さとちん」）

コメンテーター
- 火曜日　鮫島浩（朝日新聞特別報道部次長、ファーストシーズンの火曜日にも随時登場、「いまナビ」にのみ出演）
- 水曜日　中田良弘・濱中治（いずれか1名が週替わりで、「いまナビ」と「ほりナビ大喜利寄席」に出演）
- 木曜日　谷口真由美（大阪国際大学教授、「いまナビ」と「お悩み保健室」に出演）
- 金曜日　城島充（ファーストシーズンの金曜日にも随時登場、「週刊城島充」にのみ出演）

### サードシーズン（2014年度）

#### ナイターイン編成
2014年のプロ野球公式戦が開幕した2014年3月28日（金曜日）から、基本として、毎週火 - 金曜日の21:00 - 21:50に放送。基本として堀江の単独出演で、セカンドシーズン・ナイターイン版の内容を踏襲する。ただし、『ABCフレッシュアップベースボール』として公式戦を中継した場合には、中継のスタジオ担当（火・水曜日：松葉沙矢佳、木・金曜日：西田沙織）がオープニングトークにのみ登場。放送時間に余裕のある場合には、堀江の自作自演によるラジオドラマ「50男のひとりごと」を放送している。
2014年4月2日からは、当番組から派生した事前収録番組『堀江政生のちょびっと』を、毎週水・木曜日の17:00 - 17:10に編成（休止期間あり）。放送曜日に応じて、堀江が城島からスポーツ取材のこぼれ話を訊くバージョンと、「ちょいクラ」の派生企画「ちょびクラ」を流すバージョンに分けている。

#### 拡大版（『ABCフレッシュアップベースボール』スタジオバージョン）
2013年度のナイターシーズンと同様に、全ての公式戦がデーゲームになっている場合や、公式戦を開催しないことがを決まっている場合（セ・パ交流戦の予備日に試合がない場合も含む）には放送枠を17:55 - 21:50に拡大する。
拡大版放送履歴
- 「拡大版」の放送日・出演者（いずれも17:55-21:50放送。21:00までは編成上『ABCフレッシュアップベースボール』ナイトゲーム中継の予備番組扱い[6]）

| 放送日            | 放送理由                                                            | アシスタント | ゲスト     |
| ----------------- | ------------------------------------------------------------------- | ------------ | ---------- |
| 4月29日（火曜日） | 祝日・昭和の日で、プロ野球全試合がデーゲーム開催だったため          | 八塚彩美     | 五木ひろし |
| 5月30日（金曜日） | 全チーム移動・休養日（セ・パ交流戦予備日）のため                    | 大野聡美     |            |
| 6月10日（火曜日） | 全チーム移動・休養日（セ・パ交流戦予備日）のため                    | 八塚彩美     |            |
| 7月24日（木曜日） | 全チーム移動・休養日（7月21-23日に3連戦が組まれたことによる）のため | 八塚彩美     |            |

※この年はセ・パ交流戦期間中、天候に恵まれず予備日の行使が相次いだこと、また一部のカードの開催日を1日ずらす変則日程もあったことから、放送頻度が大幅に減った。当初は5月22日（木曜日）と5月27日（火曜日）、6月20日（金曜日）、6月24日（火曜日）、6月25日（水曜日）、6月26日（木曜日）にも4時間版（アシスタントは左記の6回のうち、6月25日のみ乾、他5回はいずれも八塚が担当）を放送するとしていたが、いずれも期間中に行われる予定だったセ・パ交流戦の試合が雨天中止・該当予備日に延期となったため、21:00からレギュラー版のみ放送した。このため、4時間版は事実上月1回ペースでの放送となっている。
6月5日（木曜日）も全チーム移動・休養日（セ・パ交流戦予備日）であったが、特別番組『矢野・下柳・桧山のラジオで虎バン!!』（ゲスト：桧山進次郎・下柳剛、司会：矢野燿大・岩本計介）を編成したため、当番組では21:00からレギュラー版のみ放送した。

#### ナイターオフ編成
2014年9月29日（火曜日）から2015年3月下旬まで放送。2014年11月からは、森脇健児がパーソナリティを務めるニッポン放送・KBCラジオとの3局ネット・事前収録番組『つながれ国産小麦の輪!～おらが故郷の小麦自慢～』を、金曜日の20:40頃に内包していた。
アシスタントについては、セカンドシーズン・水曜日担当の斎藤が、他のレギュラー番組との兼ね合いで卒業。その関係で、セカンドシーズン・金曜日担当の大野を水曜日に異動させるとともに、2014年に朝日放送へ入社した新人アナウンサー・川添佳穂を金曜日のアシスタントに起用した。川添がラジオの生放送番組にレギュラーで出演するのは、入社後初めてである。

##### 主な企画・コーナー
- 「夕刊ナビ」（19時台前半、前述）
  - 堀江が当日の夕刊から複数の記事を紹介した後に、アシスタントも1本の記事を取り上げるようになった。
- 「雑誌ナビ」（19時台後半、前述）
- 「ほりナビ女子部」（20時台前半、前述）
  - 2015年2月17日（火曜日）から20日（金曜日）までの放送中には、前年度と同じ趣旨の全曜日共通企画として、「アシスタント対抗豚の生姜焼き対決」を実施。各曜日5名による採点の結果、1位：川添、2位：八塚、3位：宇田、4位：大野という順位になった。
- 「いまナビ」（20時台後半）
  - 火曜日には、サードシーズンのナイターイン版に不定期で放送していた「50男のひとりごと」を、レギュラー企画として継続。堀江・三谷・スタッフの脚本による堀江単独出演のミニドラマを、毎週3本ずつ放送する。
  - 水曜日には当初、セカンドシーズンのナイターオフ版に続いて、中田と濱中が隔週交代で出演していた。しかし、濱中が2014年11月から阪神タイガースの二軍打撃コーチに就任。同年12月限りですべてのレギュラー番組を降板したため、以降は中田のみ出演している。また、セカンドシーズンと同様に、堀江・大野とリスナーが電話でトークを展開する特別企画を放送することもある。
  - 木曜日には、セカンドシーズンのナイターオフ版で金曜日に放送していた「週刊城島充」を移動。スポーツ関連の話題に加えて、城島が産経新聞大阪本社の社会部記者時代から取材している時事・社会問題も扱う。なお城島は、当コーナーに加えて、21時台の「お悩み保健室」にも出演する。
  - 金曜日には、『つながれ国産小麦の輪！～おらが故郷の小麦自慢～』の内包枠と「ちょいクラ」（前述）に充てている。
  - 2015年1月13日（火曜日）から1月16日（金曜日）までは、当コーナー直前の20:30前後に、「失われなかった20年～阪神・淡路大震災20年特別企画」（MBSラジオ・ラジオ大阪・FM OSAKA・FM802・FM COCOLO・ラジオ関西・Kiss FM KOBEとの合同企画）をABCラジオの自社制作コーナーとして編成。同震災を経験したリスナーからのメッセージと、NTT西日本・大阪ガスによる防災への取り組みを堀江が紹介していた[18]。
    - 当番組では、同企画の終了後も、阪神・淡路大震災で被災したリスナーからの経験談を募集。寄せられた経験談の一部を、「震災から20年　未来への継承」（全曜日で21時前後に放送）で紹介している。
- 「ほりナビ音楽堂」（21時台『ABCニュース』『ABC天気予報』の直後）
  - アシスタントにとって思い入れの深い楽曲を紹介するコーナーで、アシスタントが選曲と進行を担当。全曜日共通のテーマを週替わりで設定したうえで、アシスタントが選んだ1曲を、その曲にまつわるエピソードと共に放送する。
- 日替わり企画（21時台前半）
  - 「ほりナビシアター」（火曜日）
    - セカンドシーズンと同じ趣旨・出演者で放送。2015年2月6日からは、前年度に続いて、4週連続放送の作品「ショウショウの奇妙な大冒険」を放送している。

  - 「ほりナビ大喜利寄席」（水曜日）
    - セカンドシーズンと同じ趣旨だが、アシスタントを大野に変更したため、「大野聡美が～」という「お題」を出すことが多い。

  - 「お悩み保健室」（木曜日）
    - セカンドシーズンと同じ趣旨だが、コメンテーターを谷口から城島に変更。また、八塚の名前（彩美＝あやみ）とコーナーのテーマ（悩み）にちなんで、八塚が当コーナーのみ「八塚なやみ（先生）」と名乗るようになった。

  - 「ほりナビ川柳」（金曜日）
    - セカンドシーズンと同じ趣旨だが、アシスタントを川添に変更。

  - 「クイズ○○」（21時台後半、前述）
    - クイズの直後に流れる次回予告（前述）では、大野の口調や、鹿児島県出身の川添が放送中に時折披露する方言（鹿児島弁）を他のアシスタントが大仰に真似るパターンが定着している。

##### 出演者
◎：出演時点で朝日放送のアナウンサー
パーソナリティ
- 堀江政生◎

アシスタント
- 火曜日 宇田満里子（愛称「うだまり」）
- 水曜日 大野聡美◎（愛称「さとちん」）
- 木曜日 八塚彩美◎（愛称「あやみん」「黒塚さん」）
- 金曜日 川添佳穂◎（2014年入社、愛称「かほまる」）
  - 2014年12月の「ABCラジオ スペシャルウィーク」期間中には、堀江とアシスタント全員の顔写真を用いたクリアファイルを番組グッズに追加。ハガキでの応募を条件に「希望するアシスタント1名のサインを入れる」という特典付きで、毎日25名（合計100名）のリスナーにクリアファイルを進呈していた[19]。番組スタッフは、この特典へのリクエストを基に、「ほりナビ総選挙」と称するアシスタントの人気投票を極秘で実施。1,133通の応募ハガキを集計した結果、351名のリスナーからの指名を受けた宇田が1位になった[20]。

コメンテーター
- 水曜日　中田良弘（「いまナビ」「ほりナビ大喜利寄席」にのみ出演、2014年12月までは濱中治と隔週交代で登場）
- 木曜日　城島充（「週刊城島充」「お悩み保健室」にのみ出演）

### フォースシーズン（2015年度）

#### ナイターイン編成
2015年3月27日より、サードシーズンとほぼ同じ体裁で、火-金曜の21:00から21:50（ナイター中継延長時はナイター終了後から21:50の短縮版）で放送を開始。
なおナイターが基から実施されない日（祝日・交流戦予備日など）の「拡大版」（『ABCフレッシュアップベースボール』スタジオバージョン）は放送されなくなり、プロ野球の試合がない日、ないしは全試合デーゲームである場合は「プロ野球ネットワーク」（火-木）、「ナイタースペシャル」（金）を放送。ただし6月に自社制作の阪神タイガース特番が1回だけ放送された。

#### ナイターオフ編成
2015年9月29日（火曜日）から放送を開始。過去のシーズンと同じく、プロ野球のレギュラーシーズンおよびポストシーズン期間中は、ナイターイン編成に準じた放送枠で対応する。また、『堀江政生のちょびっと。』を、同月28日（月曜日）放送分から『ちょびっと。』に改題。堀江を含む朝日放送のアナウンサーが、週替わりで1名ずつパーソナリティを務めるようになった。
当番組のアシスタントおよび担当曜日は以下に記述。「フォルティシモでいこう!!」時代から堀江と共演してきた宇田と、サードシーズンの金曜日に出演していた川添を卒業させる代わりに、既婚の女性アナウンサー（橋詰優子・桂紗綾）を初めてアシスタントに起用した。この結果、サードシーズンから続投する八塚・大野を含めて、ABCの女性アナウンサーだけでアシスタント陣を構成している。
- 火曜日：橋詰優子
- 水曜日：桂紗綾
- 木曜日：八塚彩美（ファーストシーズンから4期連続で木曜日に出演）
- 金曜日：大野聡美（サードシーズン・ナイターオフ編成では水曜日に出演）

さらに、アシスタントがメインで進行するコーナーを、「ほりナビ女子部」から「～の眼」（～は当日担当のアシスタントの名前）にリニューアル。コメンテーター陣をサードシーズンから続投させる一方で、全般に報道色を強めた内容で放送している。

### フィフスシーズン（2016年度）

#### ナイターイン編成
2016年3月29日から9月23日（いずれも金曜日）まで、火-金曜の21:00から21:50（ナイター中継延長時はナイター終了後から21:50の短縮版）で放送。放送内容は、フォースシーズンとほぼ同じである。
4月12日から4月15日の放送では、堀江が長男・牧生（チェリスト）の暮らすロシアを訪れたため休演。フォースシーズン・ナイターオフ編成のレギュラー女性アナウンサーが、八塚・桂・大野・橋詰の順にパーソナリティ代理を務めた。

#### ナイターオフ編成『堀江政生のほり×ナビ』
「堀江とリスナーの価値観がクロスする番組」というコンセプトの下に、番組タイトルを『堀江政生のほり×ナビ』（ほりえまさおのほりなびクロス）に改めたうえで、2016年9月28日（水曜日）から放送。放送時間も、フォースシーズンから1時間繰り上げる格好で、火 - 金曜の18:00 - 21:00に変更する。空いた21時台はプロ野球日本選手権シリーズの週までつなぎ番組『ABCラジオ オータムスペシャル』を編成し、2016年11月1日からは音楽番組『9〜ジックナイト!』に充てている。
番組タイトル・放送時間の変更を機に、twitterとFacebookで公式アカウントを設けるとともに、全曜日で2部構成を採用。前年度までナイターオフ期間に『武田和歌子のぴたっと。』後半戦（第2部）を編成していた第1部（18時台）では、同番組のコメンテーターだった朝日放送の野球解説者や、同局のスポーツアナウンサーが日替わりで登場するようになった。このため、『ぴたっと。』後半戦で放送していた「スポーツヘッドライン」や、スポーツ・解説者関連の日替わり企画を当番組の第1部へ移している。その一方で、第2部出演のコメンテーターがメインで進行する企画については、放送済みの音源を放送後にABCラジオのYouTube公式チャンネルからインターネット向けに配信する。
曜日別のコメンテーターは以下の通りで、フォースシーズン・ナイターオフ編成版に出演していたアナウンサーから、橋詰と八塚が「コンシェルジュ」という肩書で続投。橋詰が火曜日の第1部途中から第2部・金曜日の第2部、八塚が水・木曜日の第2部に出演する。
プロ野球開幕前日の2017年3月30日（木曜日）に終了。通算で4年半続いた『ほりナビ』シリーズにも終止符を打った。なお、2017年のナイターイン編成では、当番組に代わって『9〜ジックナイト!』を通年番組（ナイターイン期間はフィラー番組扱い）として21時台に放送。さらに、2017年のナイターオフ編成では、『伊藤史隆のラジオノオト』が当番組の放送枠を引き継ぐ。
◎：フォースシーズン・ナイターオフ編成版から続投

●：朝日放送の野球解説者

- 火曜日
  - 第1部：中西清起●（『伊藤史隆のラジオノオト』では水曜日にレギュラー出演）
  - 第2部：谷口真由美◎（『伊藤史隆のラジオノオト』では金曜日にパートナーとして出演）
- 水曜日
  - 第1部：吉田義男●（『伊藤史隆のラジオノオト』では火曜日にレギュラー出演）
  - 第2部：週替わり
    - 竹中ナミ（放送上は愛称の「ナミねえ」を使用：隔週）
    - 金光敏（キム・クァンミン、NPO法人コリアNGOセンター事務局長：隔週）
    - 川口加奈（NPO法人homedoor理事長：月1回）
- 木曜日
  - 第1部：関本賢太郎●（『伊藤史隆のラジオノオト』でも続投）
  - 第2部：城島充◎
- 金曜日
  - 第1部
    - 岩井コスモ証券のアナリスト（主に有沢正一、「ほたるまちファイナンス」にのみ電話で出演）
    - 有田修三●（「スポーツヘッドライン」「ムキムキ!!ノーサイド劇場」に出演、『伊藤史隆のラジオノオト』でも続投）

  - 第2部：杉本厚夫（関西大学人間健康学部教授）

2016年11月15日（水曜日）から同月25日（金曜日）までは、全曜日の共通企画として、あさのあつこが脚本を書き下ろしたラジオドラマ「かおる物語」を20:30頃から3分間放送（全9話）。11月26日が「いい風呂の日」であることにちなんだ牛乳石鹸共進社・朝日新聞との合同企画でもあるため、放送済みの音源と脚本を牛乳石鹸公式サイト内の特設ページで公開するほか、「朝日新聞」（主に大阪本社発行版の夕刊）に「広告特集」扱いの小説として連載されている。

### 主な企画・コーナー

#### 第1部（18:00 - 19:00頃）
編成上は19:00を境に第2部へ移行するが、金曜日を中心に、19:00過ぎまで放送することがある。
○：2015年度まで『武田和歌子のぴたっと。』後半戦で放送。
- 火 - 金曜：「スポーツヘッドライン」○
  - 2011年度のナイターオフ期間限定番組『スポーツにぴたっと。』から放送されている全曜日共通のコーナーで、オープニングテーマに『HERO - Main Title - 』（かつて関西テレビで放送されたフジテレビ制作の月9ドラマ『HERO』のテーマソング）を採用。阪神タイガースを中心に、最新のスポーツニュース・情報を伝えていた。
  - ニュースの内容によっては、スポーツ選手・関係者によるインタビュー・記者会見の収録音源や、ABCのスポーツアナウンサー・ディレクターによるリポートを流すことがあった。
- 火曜日：「球けがれなく道けわし 中西清起の球道がゆく」
  - 中西が直近の1週間に自ら出掛けた場所について語る。場所によっては、リスナー向けのプレゼントも用意されていた。
  - 橋詰は火曜日のみ当コーナーから出演。
- 水曜日：「吉田義男のあの人は今 元・プロ野球選手名鑑」○
  - 吉田と接点のあった元・プロ野球関係者（ゲスト）の近況を、主に電話によるインタビューを通じて紹介する企画で、『ぴたっと。』後半戦の2013年度から放送（2014年度までは福本豊が担当）。テーマソングは『お元気ですか』（歌：清水由貴子）。
- 木曜日：「関本賢太郎に挑戦! 必死のパッチクイズ」
  - 関本とリスナーがスポーツにまつわるクイズで対決した。テーマソングは、関本のバッティングテーマとして使われた『Century Lovers』（歌：ポルノグラフィティ）。
- 金曜日
  - 「ほたるまちファイナンス」
    - オープニングから「スポーツヘッドライン」までの間に放送される経済情報コーナーで、岩井コスモ証券のアナリストが電話で出演。放送週の金融・経済情報を解説するとともに、翌週の予定などを基に、今後の展望などを語っていた。
    - コーナータイトルの「ほたるまち」は、当番組を放送する朝日放送本社などが入居する複合施設の名称にちなむ。ただし、第1部コメンテーターの有田やスポーツアナウンサーは、「スポーツヘッドライン」と後述の「ムキムキ!!ノーサイド劇場」にのみ出演していた。

  - 「ムキムキ!!ノーサイド劇場」○
    - 『元気イチバン!!ぶっちぎりプレイボール』時代の2002年度から、ナイターオフ期間の金曜日に放送されているラグビー情報コーナー。関西の社会人ラグビー現役選手や指導者をゲストに迎えることが多く、神戸製鋼OBの大畑大介などが定期的に出演していた。
    - ABCスポーツアナウンサーで、ラグビー中継に携わっている高野純一と伊藤史隆が週替わりで進行を担当[25]。オープニングでは、『スクール☆ウォーズ』（京都市立伏見工業高等学校ラグビー部がモデルの連続ドラマシリーズ）を模したフレーズをオープニングで伝えている。また、神戸製鋼が参加するジャパンラグビートップリーグや、毎日放送が特別協賛や試合のテレビ中継を担う全国高等学校ラグビーフットボール大会についても紹介。同大会出場校の監督・選手が出演することもあった。

#### 第2部（19:00頃 - 21:00）
放送中には、日替わりで設けたテーマに沿ったリスナーからのメッセージを電子メールで募集。その一部を、堀江や当日出演のコンシェルジュが随時紹介していた。
●：放送済みの音源をABCラジオのYouTubeチャンネルで放送後に配信
- 「ディグニューズ7」（19:15頃）
  - 放送当日の新聞や発売中の雑誌で報じられたニュースから、堀江とコメンテーターが気になった記事を取り上げたうえで、番組独自の視点を通じて解説・分析した。
- コメンテーターがメインで進行する日替わり・週替わり企画（19時台後半から20分程度放送）
  - 火曜日「谷口真由美のドタバタ!?会議」
    - 国際人権法や日本国憲法の研究者で、全日本おばちゃん党の代表代行としても知られる谷口が、時に堀江と激論を交わしながら、直近の気になるニュースについて自分なりの見解を披露していた。

  - 水曜日
    - 「ナミのホップ・ステップ・プロップ」（隔週）●
      - 社会福祉法人プロップステーションの代表である竹中の出演週に放送。年齢・性別・障害の有無にかかわらず、あらゆる人が互いに尊重・共助する社会の実現を目指す竹中が、リスナーに伝えたいことや知って欲しいことを語っていた。

    - 「金光敏のオープン!ボーダー」（隔週）●
      - 在日外国人の権利保障や共生に取り組む金が、自身の経験や取り組みを基に、リスナーへ伝えたいことを語っていた。

    - 「川口加奈の社会の“カナ”眼（かなめ）!」（月1回）●
      - ウーマン・オブ・ザ・イヤー2013若手リーダー部門の受賞者で、ホームレスの就業支援などに取り組む川口が、自身の活動や「20代の若者」としての視点を踏まえながら、さまざまな社会問題を取り上げていた。

  - 木曜日：「城島充のジョー・リポート」●
    - 主にスポーツライターとして活躍中の城島が、取材中の人物・テーマに関するとっておきの話や、過去の取材活動における裏話を当番組のリスナーだけに披露していた。

  - 金曜日：「杉本厚夫の社会学する?」●
    - 世間で起こるさまざまな事象について、杉本が社会学者としての観点から分析・解説していた。
- 「ハヤミミ通信」（20時台）
  - 堀江によるテーマトーク、朝日放送報道局の記者による取材報告、ゲストを招いてのクロストークなどを日替わりで放送した。

### 短縮・休止

#### ファーストシーズン
- 『ABCフレッシュアップベースボールスペシャル』としてクライマックスシリーズや日本シリーズを中継する日には、基本の放送枠を21:00 - 21:50に短縮したうえで、21時台の前半までに中継が終了した場合にのみ当番組を放送していた。
  - 2012年10月9日には、阪神タイガースの公式戦最終試合（阪神甲子園球場の横浜DeNAベイスターズ戦）および金本知憲（当時・タイガース外野手）の現役引退セレモニーを最後まで中継したため、21:20 - 21:50の短縮版で放送した。
  - 2012年10月17・18日はクライマックスシリーズ対応の短縮版として放送。10月19日（金曜日）にも短縮版の放送を予定していたが、中継が21時台の後半に食い込んだため、当番組と後枠番組の『サウンドトラベル』（ニッポン放送制作、本来の放送時間は21:50 - 22:00）を休止。本来は金曜日の22:00から放送する自社制作番組『ガチ・キン』から通常の編成に復帰するとともに、当番組の21時台で放送予定だった「ABC朝日ニュース」「ABC天気予報」を急遽『ガチ・キン』の冒頭に挿入した。
  - 日本シリーズ期間中の2012年10月30日・31日・11月1日にも、同シリーズを中継する関係で、21時台のみの短縮放送を予定していた。しかし、いずれも中継が21時台の後半にも食い込んだため、3日連続で当番組の放送を休止。当番組の21時台で放送予定だった「ABC朝日ニュース」「ABC天気予報」については、中継終了後（10月30日は21:55 -22:05、31日は23:05 -  23:15、11月1日は22:35 - 22:45）に放送した。
  - 2013年セ・リーグ・クライマックスファイナル期間中は、10月16日の第1戦のみ延長・繰り下げとなったが、17・18日は試合が20時台に終了したため21時からの短縮放送は予定通り実施された。
- 2012年11月23日（金曜日・勤労感謝の日）には、朝日放送開局60周年記念企画の一環として2011年12月30日に放送された自社制作のラジオドラマ『元禄・堂島米市場螢舞 ～平成に近松の幽霊が甦る～』を、「平成24年度芸術祭参加作品」として19:00 - 21:00に再放送。その関係で、当番組21時台の「ABC朝日ニュース」「ABC天気予報」を独立番組として21:00 -21:05に放送するとともに、当番組の放送枠を21:05 - 21:50の45分間に短縮した。

#### セカンドシーズン
- 2013年12月31日（火曜日）- 2014年1月3日（金曜日）のレギュラー放送では、「夕刊ナビ」「雑誌ナビ」を全国紙朝刊記事の紹介で対応する[26]とともに、20時台後半の「いまナビ」で「ほりナビ　女だらけの座談会」（全曜日のアシスタントによる事前収録の年末年始特別企画）を4夜連続放送。2014年最初の放送日である1月1日（水曜日）には、21:20 - 21:50に新春特別番組『タージンのスナックYeah!～ニューイエースペシャル～』を編成したため、当番組の放送枠を19:00 - 21:20に短縮したうえで「ほりナビ大喜利寄席」の放送時間を20時台の前半に繰り上げた。

#### ほり×ナビ
- 2016年12月29・30日と2017年1月3日の放送のうち、18時台の第1部=スポーツコーナー枠が休止となり、次の特番を放送する。これは2015年度（2015-16年）までの「武田和歌子のぴたっと。第2部（2012年度までの「スポーツにぴたっと。」相当[27]）」の休止・代替枠に相当するもの。[28]第2部の19・20時台は通常通りの生放送である。
  - 12月29日　「下柳剛のさぁ、やりんしゃい!」（MC・下柳剛、ヒロド歩美、ゲスト・歳内宏明<阪神タイガース>）
  - 12月30日　「矢野燿大のど〜んと来い!!」（MC・矢野燿大<阪神タイガース作戦・兼バッテリーコーチ>、武田和歌子[29]、ゲスト・田口壮<オリックス・バファローズ2軍監督>）
  - 1月3日　「関本賢太郎の必死のパッチトーク!」（MC・関本賢太郎、高野純一、ゲスト・濱中治<阪神タイガース2軍打撃コーチ>）

## 特別番組

### 2012年
- 当番組開始後最初の国政選挙に当たる第46回衆議院議員総選挙の投・開票当日（12月16日・日曜日）21:00 - 23:00に、『ABCラジオ衆議院総選挙報道特別番組 ほりナビ選挙スペシャル』（エービーシーラジオしゅうぎいんそうせんきょほうどうとくべつばんぐみ ほりナビせんきょスペシャル）を、ABCの独自制作・関西ローカルで放送。堀江がメインキャスターを務めた。
  - ABCラジオでは、当番組の放送を機に、国政選挙投・開票日の夜間に自社制作・「朝日新聞」の協力による開票速報番組を『ほりナビ選挙スペシャル』として放送（後述）。開票状況、関係者のインタビュー・コメント、近畿地方の注目候補者の選挙事務所からの中継などをはさみながら、レギュラー版の企画でもある「ほりナビ川柳」について、選挙結果にちなんだ投稿をリスナーから放送中に募集・紹介している。

### 2013年
- 3月18日（月曜日）の『月曜スペシャル』枠（20:00 - 20:30）で、堀江・八塚の出演による『堀江政生のほりナビ・月曜日!!』を放送。ABCラジオの自社制作番組における同月以降の改編概要を案内したほか、4月以降も当番組の放送を継続すること（前述）をエンディングで正式に発表した。番組の中盤では、木曜日の「ほりナビ大喜利寄席」で取り上げ切れなかったリスナーからの投稿内容を紹介している。
- 3月31日（日曜日）の『日曜スペシャル』枠（20:00 - 21:00）では、リスナーからの要望に応じる格好で、ファーストシーズンのパートナー4名による特別番組『女だらけのほりナビ!!』を放送した。なお、いずれのパートナーも、セカンドシーズン・ナイターイン編成のレギュラー放送には登場しなかった（北川以外のパートナーは不定期で拡大版に出演）。
- 第23回参議院議員通常選挙の投・開票当日（7月21日・日曜日）の21:00 - 23:00には、『ABCラジオ参議院選挙報道特別番組 ほりナビ選挙スペシャル〜私たちの未来は明るいか?』を、ABCの独自制作・関西ローカルで放送。堀江がメインキャスター、八塚がアシスタント、鮫島と谷口がコメンテーターとして出演した。

## イベント
- セカンドシーズン・ナイターオフ版放送期間中の2013年12月7日（土曜日）午後には、赤マルダッシュ☆（武田鉄矢プロデュースの4人組女性アイドル）大阪デビューイベントの第2部企画として、道頓堀角座前の広場（大阪市中央区）で番組初の公開収録「堀江政生のほりナビ!!公開録音 with 赤マルダッシュ☆」を開催。当番組から堀江・宇田・八塚・三谷が出演したほか、出演者全員の参加による「ほりナビシアター」や、出演者および赤マルダッシュ☆のメンバー全員による「出張　お悩み保健室」の公開収録も実施した。この収録の模様は、同月10日（火曜日）および同月12日（木曜日）の当番組で放送されている。
- サードシーズン・ナイターオフ版放送期間中の2014年12月6日（土曜日）には、ジュンク堂書店千日前店（大阪市中央区）での「2015年ABCラジオカレンダー」購入者を対象に、同シーズンのアシスタント全員による番組史上初のサイン会を同店で開催した[30]。

## 関連番組
- おっちゃんラジオ
- 堀江政生のほりほりラジオ
- 歌謡大全集
- 上田剛彦のミュージック・バイキング
- ちょびっと